# Leonardo Bruni
Leonardo Bruni, italijanski humanist, zgodovinar in državnik, * 1369, Arezzo, † 9. marec 1444.